# Sante Veronese
Sante Veronese (né le 4 mars 1684 à Venise, alors capitale de la république de Venise et mort le 1er février 1767 à Padoue) est un cardinal italien du XVIIIe siècle. 

## Biographie
Sante Veronese est vicaire général de Padoue. Il est nommé évêque de Padoue, où il succède à Clément XIII. 
Le pape Clément XIII le crée cardinal lors du consistoire du 24 septembre 1759. Il ne reçut jamais son titre.

### Sources
- Fiche du cardinal Sante Veronese sur le site fiu.edu